# Élections fédérales canadiennes de 2006 en Ontario
Les élections fédérales canadiennes de 2006 en Ontario donnent 54 sièges au Parti libéral du Canada, 40 au Parti conservateur et 12 au Nouveau Parti démocratique. Les candidats sortants sont en marqués en italique et les gagnants sont en caractères gras.

## Ottawa
Carleton—Mississippi Mills
- Tasha Bridgen - Nouveau Parti démocratique
- Jake Cole - Parti vert
- George Kolaczynski - Parti marijuana
- Isabel Metcalfe - Parti libéral
- Gordon O'Connor - Parti conservateur
- Tracy Parsons - Parti progressiste canadien

Nepean—Carleton
- Lori Gadzala - Parti vert
- Michael Gaffney - Parti libéral
- Laurel Gibbons - Nouveau Parti démocratique
- Pierre Poilievre - Parti conservateur

Ottawa-Centre
- John Akpata - Parti marijuana
- David Chernushenko - Parti vert
- Paul Dewar - Nouveau Parti démocratique
- Keith Fountain - Parti conservateur
- Christian Legeais - Parti marxiste-léniniste
- Richard Mahoney - Parti libéral
- Stuart Ryan - Parti communiste
- Anwar Syed - Indépendant

Ottawa—Orléans
- Royal Galipeau - Parti conservateur
- Marc Godbout - Parti libéral
- Mark Leahy - Nouveau Parti démocratique
- Alain Saint-Yves - Indépendant
- Sarah Samplonius - Parti vert

Ottawa-Sud
- Allan Cutler - Parti conservateur
- John Ford - Parti vert
- David McGuinty - Parti libéral
- Henri Sader - Nouveau Parti démocratique
- Brad Thomson - Parti progressiste canadien

Ottawa—Vanier
- Mauril Bélanger - Parti libéral
- Paul Benoit - Parti conservateur
- Ric Dagenais - Nouveau Parti démocratique
- Alexandre Legeais - Parti marxiste-léniniste
- James C. Parsons - Progressiste canadien
- Raphael Thierrin - Parti vert

Ottawa-Ouest—Nepean
- Neil Adair - Parti vert
- John Baird - Parti conservateur
- Randy Bens - Parti action canadienne
- Lee Farnworth - Parti libéral
- John Pacheco - Indépendant
- Marlene Rivier - Nouveau Parti démocratique

## Est de l'Ontario
Glengarry—Prescott—Russell
- René Berthiaume - Parti libéral
- Jo-Ann Fennessey - Nouveau Parti démocratique
- Bonnie Jean-Louis - Parti vert
- Pierre Lemieux - Parti conservateur

Kingston et les Îles
- Lou Grimshaw - Parti conservateur
- Rob Hutchinson - Nouveau Parti démocratique
- Peter Milliken - Parti libéral
- Don Rogers - Parti action canadienne
- Karl Eric Walker - Indépendant
- Eric Walton - Parti vert

Lanark—Frontenac—Lennox et Addington
- Jerry Ackerman - Parti action canadienne
- Jeffrey Bogaerts - Parti progressiste canadien
- Helen Forsey - Nouveau Parti démocratique
- Mike Nickerson - Parti vert
- Ernest Rathwell - Parti marijuana
- Scott Reid - Parti conservateur
- Geoffrey Turner - Parti libéral

Leeds—Grenville
- Steve Armstrong - Nouveau Parti démocratique
- Gord Brown - Parti conservateur
- Bob Eaton - Parti libéral
- David Lee - Parti vert

Prince Edward—Hastings
- Tim Hickey - Indépendant
- Daryl Kramp - Parti conservateur
- Michael McMahon - Nouveau Parti démocratique
- Joseph Sahadat - Parti vert
- Robert Vaughan - Parti libéral

Renfrew—Nipissing—Pembroke
- Cheryl Gallant - Parti conservateur
- Paul Kelley - Indépendant
- Donald Lindsay - Parti libéral
- Sue McSheffrey - Nouveau Parti démocratique
- Gord Scott - Parti vert

Stormont—Dundas—Glengarry-Sud
- Doug Beards - Parti vert
- Carson Chisholm - Parti de l'héritage chrétien
- Guy Lauzon - Parti conservateur
- Elaine MacDonald - Nouveau Parti démocratique
- Tom Manley - Parti libéral

## Ontario-Centre
Barrie
- Patrick Brown - Parti conservateur
- Peter Burzstyn - Nouveau Parti démocratique
- Aileen Caroll - Parti libéral
- Erich Jacoby-Hawkins - Parti vert

Bruce—Grey—Owen Sound
- Verona Jackson - Parti libéral
- Shane Jolley - Parti vert
- Jill McIllwraith - Nouveau Parti démocratique
- Larry Miller - Parti conservateur

Dufferin—Caledon
- Ted Alexander - Parti vert
- Chris Marquis - Nouveau Parti démocratique
- Garry Moore - Parti libéral
- David Tilson - Parti conservateur

Durham
- Virginia Mae Ervin - Parti vert
- Doug Moffat - Parti libéral
- Bev Oda - Parti conservateur
- Bruce Rogers - Nouveau Parti démocratique
- Henry Zekfeld - Parti d'héritage chrétien

Haliburton—Kawartha Lakes—Brock
- Barry Devolin - Parti conservateur
- Andy Harjula - Parti vert
- Anne MacDermid - Nouveau Parti démocratique
- Greg Welling - Parti libéral

Newmarket—Aurora
- Dorian Baxter - Parti progressiste canadien
- Lois Brown - Parti conservateur
- Ed Chudak - Nouveau Parti démocratique
- Glenn Hubbers - Parti vert
- Peter Maloney - Parti action canadienne
- Belinda Stronach - Parti libéral

Northumberland—Quinte-Ouest
- Russ Christianson - Nouveau Parti démocratique
- Pat Lawson - Parti vert
- Paul Macklin - Parti libéral
- Rick Norlock - Parti conservateur

Peterborough
- Bob Bowers - Indépendant
- Diane Lloyd - Parti libéral
- Dean del Mastro - Parti conservateur
- Linda Slavin - Nouveau Parti démocratique
- Aiden Wiechula - Parti marijuana
- Brent Wood - Parti vert

Simcoe—Grey
- Katy Austin - Nouveau Parti démocratique
- Peter Ellis - Parti vert
- Helena Guergis - Parti conservateur
- Elizabeth Kirley - Parti libéral
- Peter van der Zaag - Parti de l'héritage chrétien

Simcoe-Nord
- Sandy Agnew - Parti vert
- Karen Graham - Parti libéral
- Jen Hill - Nouveau Parti démocratique
- Andrew Peter Kooger - Parti d'héritage chrétien
- Bruce Stanton - Parti conservateur

York—Simcoe
- John Dewar - Parti vert
- Sylvia Gerl - Nouveau Parti démocratique
- Vicki Gunn - Parti d'héritage chrétien
- Peter van Loan - Parti conservateur
- Kate Wilson - Parti libéral

## Durham-Sud et York
Ajax—Pickering
- Mark Holland - Parti libéral
- Russell Korus - Parti vert
- Kevin Modeste - Nouveau Parti démocratique
- Kevin Norng - Parti de l'héritage chrétien
- Rondo Thomas - Parti conservateur

Markham—Unionville
- Fayaz Choudhary - Parti progressiste canadien
- Partap Dua - Indépendant
- Janice Hagan - Nouveau Parti démocratique
- Joe Li - Parti conservateur
- John McCallum - Parti libéral
- Wesley Weese - Parti vert

Oak Ridges—Markham
- Steve Armes - Parti vert
- Bob Callow - Parti conservateur
- Pamela Courtout - Nouveau Parti démocratique
- Lui Temelkovski - Parti libéral

Oshawa
- Colin Carrie - Parti conservateur
- David Gershuny - Parti marxiste-léniniste
- Adam Jobse - Parti vert
- Louise Parkes - Parti libéral
- Sid Ryan - Nouveau Parti démocratique

Pickering—Scarborough-Est
- Jeff Brownridge - Parti vert
- Gary Dale - Nouveau Parti démocratique
- Tim Dobson - Parti conservateur
- Pedro Gonsalves - Indépendant
- Chai Kavelar - Parti action canadienne
- Dan McTeague - Parti libéral

Richmond Hill
- Wess Dowsett - Nouveau Parti démocratique
- Joe di Paola - Parti conservateur
- Tim Rudkins - Parti vert
- Byron Wilfert - Parti libéral

Thornhill
- Mark Abramowitz - Parti progressiste canadien
- Lloyd Helferty - Parti vert
- Susan Kadis - Parti libéral
- Anthony Reale - Parti conservateur
- Simon Strelchik - Nouveau Parti démocratique

Vaughan
- Yurgo Alexopolous - Nouveau Parti démocratique
- Maurizio Bevilacqua - Parti libéral
- Paolo Fabrizio - Parti libertarien
- Richard Majkot - Parti conservateur
- Adrian Visentin - Parti vert

Whitby—Oshawa
- Tom Cochrane - Parti action canadienne
- Jim Flaherty - Parti conservateur
- Marty Gobin - Parti libertarien
- Ajay Krishnan - Parti vert
- Judi Longfield - Parti libéral
- Maret Sadem-Thompson - Nouveau Parti démocratique

## Toronto région
Don Valley-Est
- Wayne Clements - Parti vert
- Richard Hennick - Nouveau Parti démocratique
- Eugene McDermott - Parti conservateur
- Yasmin Ratansi - Parti libéral

Etobicoke-Centre
- Cynthia Cameron - Nouveau Parti démocratique
- Norman Dundas - Parti progressiste canadien
- John van der Heyden - Parti vert
- Axel Kuhn - Parti conservateur
- France Tremblay - Parti marxiste-léniniste
- Borys Wrzesnewskyj - Parti libéral

Etobicoke—Lakeshore
- John Capobianco - Parti conservateur
- Cathy Holliday - Parti communiste
- Michael Ignatieff - Parti libéral
- Liam McHugh-Russell - Nouveau Parti démocratique
- Janice Murray - Parti marxiste-léniniste
- Phil Ridge - Parti vert

Etobicoke-Nord
- Alexander T. Bussman - Parti progressiste canadien
- Anna di Carlo - Parti marxiste-léniniste
- Roy Cullen - Parti libéral
- Jan Havlovic - Parti vert
- Amanjit Khroad - Parti conservateur
- Ali Naqvi - Nouveau Parti démocratique
- George Szebik - Indépendant

Scarborough—Agincourt
- Jim Karygiannis - Parti libéral
- Casey Maple - Parti vert
- William Redwood - Parti conservateur
- David Robertson - Nouveau Parti démocratique

Scarborough-Centre
- John Cannis - Parti libéral
- Roxanne James - Parti conservateur
- Dorothy Laxton - Nouveau Parti démocratique
- Andrew Strachan - Parti vert

Scarborough—Guildwood
- Pauline Browes - Parti conservateur
- Peter Campbell - Nouveau Parti démocratique
- Mike Flanagan - Parti vert
- Farooq Khan - Indépendant
- John McKay - Parti libéral
- Andrew C. Thomas - Indépendant
- Brenda Thompson - Parti action canadienne

Scarborough-Sud-Ouest
- Dan Harris - Nouveau Parti démocratique
- Valery Philip - Parti vert
- Elizabeth Rowley - Parti communiste
- Trevor Sutton - Indépendant
- Vincent Veerasuntharam - Parti conservateur
- Tom Wappel - Parti libéral

Willowdale
- Jovan Boseovski - Parti conservateur
- Rochelle Carnegie - Nouveau Parti démocratique
- Jim Peterson - Parti libéral
- Sharolyn Vettese - Parti vert

York-Centre
- Ken Dryden - Parti libéral
- Marco Iacampo - Nouveau Parti démocratique
- Constantine Kritsonis - Parti vert
- Michael Mostyn - Parti conservateur

York-Ouest
- Sandra Romano Anthony - Nouveau Parti démocratique
- Nick Capra - Parti vert
- Axcel Cocon - Indépendant
- Paramjit Gill - Parti conservateur
- Judy Sgro - Parti libéral

## Toronto-Centre
Beaches—York-Est
- Roger Carter - Parti marxiste-léniniste
- Marilyn Churley - Nouveau Parti démocratique
- Peter Conroy - Parti conservateur
- Jim Harris - Parti vert
- Jim Love - Parti progressiste canadien
- Maria Minna - Parti libéral

Davenport
- Miguel Figueroa - Parti communiste
- Wendy Forrest - Parti action canadienne
- Mark O'Brien - Parti vert
- Gord Perks - Nouveau Parti démocratique
- Theresa Rodrigues - Parti conservateur
- Mario Silva - Parti libéral
- Sarah Thompson - Parti marxiste-léniniste

Don Valley-Ouest
- Paul Barnes - Parti action canadienne
- John Carmichael - Parti conservateur
- Soumen Deb - Parti libertarien
- John Godfrey - Parti libéral
- Daphne So - Parti vert
- David Thomas - Nouveau Parti démocratique

Eglinton—Lawrence
- Peter Coy - Parti conservateur
- Patrick Metzger - Parti vert
- Maurganne Mooney - Nouveau Parti démocratique
- John Steele - Indépendant (League communiste)
- Joe Volpe - Parti libéral

Parkdale—High Park
- Beverly Bernardo - Indépendant (League communiste)
- Sarmite Bulte - Parti libéral
- Lorne Gershuny - Parti marxiste-léniniste
- Jurij Klufas - Parti conservateur
- Peggy Nash - Nouveau Parti démocratique
- Terry Parker - Parti marijuana
- Rob Rishchynski - Parti vert

St. Paul's
- Carolyn Bennett - Parti libéral
- Kevin Farmer - Parti vert
- Peter Kent - Parti conservateur
- Paul Summerville - Nouveau Parti démocratique

Toronto-Centre
- Johan Boyden - Parti communiste
- Philip Fernandez - Parti marxiste-léniniste
- Bill Graham - Parti libéral
- Michel Prairie - Indépendant (League communiste)
- Lewis Reford - Parti conservateur
- Michael Shapcott - Nouveau Parti démocratique
- Chris Tindall - Parti vert
- Liz White - Alliance des animaux

Toronto—Danforth
- Kren Clausen - Parti conservateur
- Deborah Coyne - Parti libéral
- Al Hart - Parti vert
- Jack Layton - Nouveau Parti démocratique
- Marcell Rodden - Parti marxiste-léniniste

Trinity—Spadina
- Thom Chapman - Parti vert
- Olivia Chow - Nouveau Parti démocratique
- Samuel Goldstein - Parti conservateur
- Asif Hossain - Parti progressiste canadien
- Tony Ianno - Parti libéral
- Nick Lin - Parti marxiste-léniniste
- John Riddell - Parti action canadienne

York-Sud—Weston
- Maria de Angelis-Pater - Parti vert
- Paul Ferreira - Nouveau Parti démocratique
- Stephen Halicki - Parti conservateur
- Alan Tonks - Parti libéral

## Brampton, Mississauga et Oakville
Bramalea—Gore—Malton
- Ernst Braendli - Parti vert
- Frank Chilleli - Parti marxiste-léniniste
- Gurbax Malhi - Parti libéral
- Cesar Martello - Nouveau Parti démocratique
- John Sprovieri - Parti conservateur

Brampton—Springdale
- Ian Chiocchio - Parti vert
- Ruby Dhalla - Parti libéral
- Sam Hundal - Parti conservateur
- Anna Mather - Nouveau Parti démocratique
- Upali Wannaku Rallage - Parti communiste

Brampton-Ouest
- Colleen Beaumier - Parti libéral
- Baljit Gosal - Parti conservateur
- Jaipaul Massey-Singh - Parti vert
- Jagtar Singh Shergill - Nouveau Parti démocratique

Mississauga—Brampton-Sud
- Navdeep Bains - Parti libéral
- Nirvan Balkinssoon - Nouveau Parti démocratique
- Arnjeet Sangha - Parti conservateur
- Tim Sullivan - Parti marxiste-léniniste
- Grace Yogaretnam - Parti vert

Mississauga-Est—Cooksville
- Pierre Chénier - Parti marxiste-léniniste
- Mohamed Elrofaie - Indépendant
- Carl de Faria - Parti conservateur
- Jim Gill - Nouveau Parti démocratique
- Albina Guarnieri - Parti libéral
- Rich Pietro - Parti vert
- Sally Wong - Parti de l'héritage chrétien

Mississauga—Erindale
- Omar Alghabra - Parti libéral
- Ronnie Amyotte - Indépendant
- Ruprinder Brar - Nouveau Parti démocratique
- Bob Dechert - Parti conservateur
- Adam Hunter - Parti vert

Mississauga-Sud
- Phil Green - Parti conservateur
- Paul D.J. McMurray - Parti action canadienne
- Mark de Pelham - Nouveau Parti démocratique
- Dagmar Sullivan - Parti marxiste-léniniste
- Paul Szabo - Parti libéral
- Brendan Tarry - Parti vert

Mississauga—Streetsville
- Jim Caron - Nouveau Parti démocratique
- Otto Casanova - Parti vert
- Peter Creighton - Parti progressiste canadien
- Raminder Gill - Parti conservateur
- Wajid Khan - Parti libéral

Oakville
- Tina Agrell - Nouveau Parti démocratique
- Bonnie Brown - Parti libéral
- Laura Domsy - Parti vert
- Terence Young - Parti conservateur

## Hamilton, Burlington et Niagara
Ancaster—Dundas—Flamborough—Westdale
- Ben Cowie - Indépendant
- Jamilé Ghaddar - Parti marxiste-léniniste
- Gordon Guyatt - Nouveau Parti démocratique
- David Januczkowski - Parti vert
- Russ Powers - Parti libéral
- David Sweet - Parti conservateur

Burlington
- Rick Goldring - Parti vert
- David Laird - Nouveau Parti démocratique
- Paddy Torsney - Parti libéral
- Mike Wallace - Parti conservateur

Halton
- Gary Carr - Parti libéral
- Kyle Grice - Parti vert
- Anwar Naqvi - Nouveau Parti démocratique
- Garth Turner - Parti conservateur

Hamilton-Centre
- David Christopherson - Nouveau Parti démocratique
- Eliot Hill - Parti conservateur
- Tony des Lauriers - Parti action canadienne
- John Livingstone - Parti vert
- Javid Mirza - Parti libéral

Hamilton-Est—Stoney Creek
- Bob Mann - Parti communiste
- Wayne Marston - Nouveau Parti démocratique
- Jo Pavlov - Parti vert
- Frank Rukavina - Parti conservateur
- Tony Valeri - Parti libéral

Hamilton Mountain
- Chris Charlton - Nouveau Parti démocratique
- Stephen Downey - Parti d'héritage chrétien
- Don Graves - Parti conservateur
- Bill Kelly - Parti libéral
- Paul Lane - Parti marxiste-léniniste
- Susan Wadsworth - Parti vert

Niagara Falls
- Gary Burroughs - Parti libéral
- Wayne Gates - Nouveau Parti démocratique
- Kathryn Green - Parti vert
- Rob Nicholson - Parti conservateur

Niagara-Ouest—Glanbrook
- Dean Allison - Parti conservateur
- David W. Bylsma - Parti d'héritage chrétien
- Heather Carter - Parti libéral
- Tom Ferguson - Parti vert
- David Heatley - Nouveau Parti démocratique

St. Catherines
- Jeff Burch - Nouveau Parti démocratique
- Bill Bylsma - Parti d'héritage chrétien
- Elaine Couto - Parti marxiste-léniniste
- Richard Dykstra - Parti conservateur
- Jim Fannon - Parti vert
- Walt Lastewka - Parti libéral

Welland
- Jody di Bartolomeo - Nouveau Parti démocratique
- Mel Grunstein - Parti conservateur
- John Maloney - Parti libéral
- Irma Ruiter - Parti de l'héritage chrétien
- Brian Simpson - Parti vert
- Ron Walker - Parti marxiste-léniniste

## Ontario de Centre-Ouest
Brant
- Lynn Bowering - Nouveau Parti démocratique
- Adam King - Parti vert
- Phil McColeman - Parti conservateur
- Lloyd St. Amand - Parti libéral
- John C. Turmel - Indépendant
- John H. Wubs - Parti d'héritage chrétien

Cambridge
- Gary Goodyear - Parti conservateur
- David M. Pelly - Parti action canadienne
- Janko Peric - Parti libéral
- Donna Reid - Nouveau Parti démocratique
- Gareth White - Parti vert

Guelph
- Phil Allt - Parti vert
- Brent Barr - Parti conservateur
- Brenda Chamberlain - Parti libéral
- Manuel Couto - Parti marxiste-léniniste
- Peter Ellis - Parti d'héritage chrétien
- Scott Gilbert - Parti communiste
- Mike Nagy - Parti vert

Haldimand—Norfolk
- Steven Elgersma - Parti d'héritage chrétien
- Diane Finley - Parti conservateur
- Carolyn van Nort - Parti vert
- Valya Roberts - Nouveau Parti démocratique
- Bob Speller - Parti libéral

Huron—Bruce
- Dave Joslin - Parti d'héritage chrétien
- Ben Lobb - Parti conservateur
- Grant J. Robertson - Nouveau Parti démocratique
- Victoria Serda - Parti vert
- Paul Steckle - Parti libéral
- Dennis Valenta - Indépendant

Kitchener-Centre
- Steven Cage - Parti conservateur
- Tony Maas - Parti vert
- Karen Redman - Parti libéral
- Martin Suter - Parti communiste
- Richard Walsh-Bowers - Nouveau Parti démocratique

Kitchener—Conestoga
- Harold Glenn Albrecht - Parti conservateur
- Len Carter - Nouveau Parti démocratique
- Lynn Myers - Parti libéral
- Kristine Yvonne Stapleton - Parti vert

Kitchener—Waterloo
- Julian Ichim - Parti marxiste-léniniste
- Edwin Laryea - Nouveau Parti démocratique
- Ajmer Mandur - Parti conservateur
- Ciprian Mihalcea - Indépendant
- Pauline Richards - Parti vert
- Andrew Telegdi - Parti libéral

Oxford
- James Bender - Parti marijuana
- Zoe Kunschner - Nouveau Parti démocratique
- Dave MacKenzie - Parti conservateur
- John Markus - Parti d'héritage chrétien
- Greig Mordue - Parti libéral
- Kaye Sargent - Parti libertarien
- Ronnee Sykes - Parti vert

Perth—Wellington
- John Day Cowling - Parti vert
- David Cunningham - Parti libéral
- Keith Dinicol - Nouveau Parti démocratique
- Gary Schellenberger - Parti conservateur
- Irma de Vries - Parti d'héritage chrétien

Wellington—Halton Hills
- Brent Bouteiller - Parti vert
- Michael Chong - Parti conservateur
- Noel Duignan - Nouveau Parti démocratique
- Rod Finnie - Parti libéral
- Carol Ann Krusky - Parti d'héritage chrétien
- Mike Wisniewski - Indépendant

## Sud-Ouest de l'Ontario
Chatham—Kent—Essex
- Ken Bell - Parti vert
- James F. Comiskey - Parti libéral
- Dave van Kesteren - Parti conservateur
- Kathleen Kevany - Nouveau Parti démocratique

Elgin—Middlesex—London
- Will Arlow - Parti action canadienne
- Phil Borm - Parti progressiste canadien
- Crispin Colvin - Parti libéral
- Jonathan Martyn - Parti vert
- Tim McCallum - Nouveau Parti démocratique
- Joe Preston - Parti conservateur
- Ken de Vries - Parti d'héritage chrétien

Essex
- Robert A. Cruise - Parti marxiste-léniniste
- James McVeity - Parti vert
- Taras Natyshak - Nouveau Parti démocratique
- Jeff Watson - Parti conservateur
- Susan Whelan - Parti libéral

Lambton—Kent—Middlesex
- Kevin Blake - Nouveau Parti démocratique
- Mike Janssens - Parti d'héritage chrétien
- Jim Johnston - Parti vert
- Bev Shipley - Parti conservateur
- Jeff Wesley - Parti libéral

London—Fanshawe
- Dan Mailer - Parti conservateur
- Irene Mathyssen - Nouveau Parti démocratique
- Dave McLaughlin - Parti vert
- Glen Pearson - Parti libéral

London-Nord-Centre
- Joe Fontana - Parti libéral
- Stephen Maynard - Nouveau Parti démocratique
- John Mazzilli - Parti conservateur
- Margaret Mondaca - Parti marxiste-léniniste
- Rod Morely - Parti progressiste canadien
- Stuart Smith - Parti vert

London-Ouest
- Gina Barber - Nouveau Parti démocratique
- Sue Barnes - Parti libéral
- Albert Gretzky - Parti conservateur
- Steve Hunter - Parti progressiste canadien
- Monica Jarabek - Parti vert
- Margaret Villamizar - Parti marxiste-léniniste

Sarnia—Lambton
- Greg Agar - Nouveau Parti démocratique
- Gary de Boer - Parti d'héritage chrétien
- Pat Davidson - Parti conservateur
- John Elliott - Indépendant
- Roger Gallaway - Parti libéral
- Mike Jacobs - Parti vert

Windsor—Tecumseh
- Laura Chesnik - Parti marxiste-léniniste
- Joe Comartin - Nouveau Parti démocratique
- Bruck Easton - Parti libéral
- Rick Fuschi - Parti conservateur
- Catherine Pluard - Parti vert

Windsor-Ouest
- Jillana Bishop - Parti vert
- Werner Keller - Parti libéral
- Brian Masse - Nouveau Parti démocratique
- Chris Schnurr - Parti progressiste canadien
- Alfonso Teshuba - Parti conservateur
- Enver Villamizar - Parti marxiste-léniniste
- Habib Zaidi - Indépendant

## Nouveau-Ontario (Nord de l'Ontario)
Algoma—Manitoulin—Kapuskasing
- Carol Hughes - Nouveau Parti démocratique
- Sarah Hutchinson - Parti vert
- Will Morin - First Peoples National Party
- Donald Milton Polmateer - Indépendant
- Brent St. Denis - Parti libéral
- Ian West - Parti conservateur

Kenora
- Susan Barclay - Nouveau Parti démocratique
- Bill Brown - Parti conservateur
- Roger Valley - Parti libéral
- Dave Vasey - Parti vert

Nickel Belt
- Raymond Bonin - Parti libéral
- Michel D. Ethier - Parti marijuana
- Claude Gravelle - Nouveau Parti démocratique
- Mark McAllister - Parti vert
- Mathieu Peron - Parti progressiste canadien
- Steve Rutchinski - Parti marxiste-léniniste
- Margaret Schwartzentruber - Parti conservateur

Nipissing—Timiskaming
- Peter Chirico - Parti conservateur
- Dave Fluri - Nouveau Parti démocratique
- Meg Purgy - Parti vert
- Anthony Rota - Parti libéral

Parry Sound—Muskoka
- Jo-Anne Boulding - Nouveau Parti démocratique
- Tony Clement - Parti conservateur
- Glen Hodgson - Parti vert
- Andy Mitchell - Parti libéral

Sault Ste. Marie
- Guy Dumas - First Peoples National Party
- Tony Martin - Nouveau Parti démocratique
- Christian Provenzano - Parti libéral
- Mike Taffarel - Parti marxiste-léniniste
- Mark Viitala - Parti vert
- Ken Walker - Parti conservateur

Sudbury
- Stephen Butcher - Parti progressiste canadien
- Sam Hammond - Parti communiste
- Diane Marleau - Parti libéral
- Gerry McIntaggart - Nouveau Parti démocratique
- Joey Methe - Parti vert
- David J. Popescu - Indépendant
- Kevin Serviss - Parti conservateur
- Dave Starbuck - Parti marxiste-léniniste

Thunder Bay—Rainy River
- Russ Aegard - Parti vert
- Ken Boshcoff - Parti libéral
- David Leskowski - Parti conservateur
- John Rafferty - Nouveau Parti démocratique
- Doug Thompson - Parti marijuana

Thunder Bay—Superior-Nord
- Denis A. Carriere - Parti marijuana
- Joe Comuzzi - Parti libéral
- Bruce Hyer - Nouveau Parti démocratique
- Dawn Kannegiesser - Parti vert
- Beverley Sarafin - Parti conservateur

Timmins—James Bay
- Charlie Angus - Nouveau Parti démocratique
- Sahaja Freed - Parti vert
- Ken Graham - Parti conservateur
- Robert Riopelle - Parti libéral